# Obwodnica Aglomeracji Warszawskiej
Obwodnica Aglomeracji Warszawskiej (OAW) – planowana autostradowa trasa obwodowa Warszawy o łącznej długości ok. 250–300 km. Droga ta została umieszczona na mapach rozwoju sieci drogowej w Koncepcji Przestrzennego Zagospodarowania Kraju do roku 2030 (KPZK 2030) oraz wymieniona w Długookresowej Strategii Rozwoju Kraju do roku 2030 „Trzecia fala nowoczesności” (wymieniona jako sposób udrożnienia obszarów metropolitalnych: „Budowa obwodnic dużych miejscowości (w tym autostradowej obwodnicy Warszawy), przebudowa pod kątem bezpieczeństwa ruchu i wdrożenie programu uspokojenia ruchu na drogach przechodzących przez miasta i małe miejscowości”.
Jedną z głównych funkcji autostrady byłoby umożliwienie sprawnego dojazdu do Centralnego Portu Komunikacyjnego, który ma być zlokalizowany między aglomeracjami: warszawską i łódzką. Umożliwiłaby też sprawne ominięcie Warszawy i jej najbliższych okolic kierowcom pojazdów ciężarowych jadącym tranzytem.
Na obwodnicę składałyby się:
- Autostrada A50, będąca dopełnieniem autostrady A2 w okolicach Warszawy – nowy ciąg autostradowy omijający Warszawę od południa[1], położony około 35 – 50 km od jej centrum, przecinający najcenniejsze przyrodniczo obszary stanowiące zaplecze przyrodnicze stolicy i jej aglomeracji (Chojnowski Park Krajobrazowy, Mazowiecki Park Krajobrazowy, Bagno Całowanie);
- odcinek wschodni w ciągu drogi ekspresowej S50[1], łączący autostradę Warszawa – Siedlce z obecną drogą ekspresową Warszawa – Białystok;
- odcinek północno-zachodni w ciągu S50[1] od okolic Wyszkowa bądź Radzymina do obecnej autostrady A2, omijający od północnego zachodu Kampinoski Park Narodowy.

## Problemy
Za największy problem w realizacji inwestycji uznaje się brak środków finansowych (do ukończenia pierścienia potrzebny byłby wydatek około 10 mld zł). Nowa droga przecięłaby wiele cennych przyrodniczo oraz rolniczo obszarów położonych w pobliżu Warszawy, jak Mazowiecki Park Krajobrazowy, Rezerwat Przyrody rzeki Świder, lasy Celestynowskie, sady w okolicach Grójca czy tereny uprawne w pobliżu Wyszogrodu i Sochaczewa. W sierpniu 2025 GDDKiA i Ministerstwo Infrastruktury poinformowały o nowych możliwych wariantach przebiegu drogi i zapowiedziało serię spotkań informacyjnych.